# 2013 RW128
2013 RW128 est un objet transneptunien faisant partie des cubewanos.

## Caractéristiques
2013 RW128 mesure environ 120 km de diamètre.